# Гротола (Казерта)
Гротола је насеље у Италији у округу Казерта, региону Кампанија.
Према процени из 2011. у насељу је живело 995 становника. Насеље се налази на надморској висини од 315 м.